# Sparkassen Open 2011
Lo Sparkassen Open 2011 è stato un torneo professionistico di tennis maschile giocato sulla terra rossa. È stata la 18ª edizione del torneo, che fa parte dell'ATP Challenger Tour nell'ambito dell'ATP Challenger Tour 2011. Si è giocato a Braunschweig in Germania dal 26 giugno al 3 luglio 2011.

## Partecipanti

### Teste di serie
| Nazionalità | Giocatore       | Ranking* | Testa di serie |
| ----------- | --------------- | -------- | -------------- |
| Spagna      | Pere Riba       | 71       | 1              |
| Germania    | Tobias Kamke    | 83       | 2              |
| Rep. Ceca   | Lukáš Rosol     | 85       | 3              |
| Portogallo  | Frederico Gil   | 91       | 4              |
| Portogallo  | Rui Machado     | 97       | 5              |
| Paesi Bassi | Thomas Schoorel | 99       | 6              |
| Germania    | Miša Zverev     | 101      | 7              |
| Turchia     | Marsel İlhan    | 105      | 8              |

- 1 Ranking al 20 giugno 2011.

### Altri partecipanti
Giocatori che hanno ricevuto una wild card:
- Jaan-Frederik Brunken
- Thomas Muster
- Cedrik-Marcel Stebe
- Jan-Lennard Struff

Giocatori entrati nel tabellone principale come special exempt:
- Jan Hájek
- Björn Phau

Giocatori che sono passati dalle qualificazioni:
- Victor Crivoi
- Evgenij Donskoj
- Dominik Meffert
- Júlio Peralta

## Campioni

### Singolare
Lukáš Rosol ha battuto in finale  Evgenij Donskoj con il punteggio di 7–5, 7–6(2)

### Doppio
Martin Emmrich /  Andreas Siljeström hanno battuto in finale  Olivier Charroin /  Stéphane Robert con il punteggio di 0–6, 6–4, [10–7]